# مايكل مورينو
مايكل مورينو (بالإسبانية: Maikel Moreno)‏ هو قاضي ومحامي فنزويلي، ولد في ديسمبر 1965 في إل تيغري ‏ في فنزويلا.